# デプス・オブ・ウィキペディア

デプス・オブ・ウィキペディアのロゴ。インスタグラムは2023年2月28日時点で120万フォロワー。

デプス・オブ・ウィキペディア（Depths of Wikipedia）とは、「とらえがたくて」「変」だけれど「おもしろい」ウィキペディアの魅力を発信しているグループであり、様々なソーシャルメディア上でこのグループ名で活動している。2020年にミシガン大学の学生であるアニー・ラウダ（Annie Rauwerda [ˈraʊ.ərdə]）がインスタグラムにアカウントを開設し、ウィキペディアのユーモラスであったりシュールであったりする側面に注目して、ウィキペディアの様々な記事からの引用をシェアするプロジェクトが始まった。
ラウダは自身もウィキペディアンであり、ウィキペディアの編集をするためワークショップ（エディタソン）や、デプス・オブ・ウィキペディアの活動を下敷きにしたコメディ・ライブも配信している。

## 背景と動機

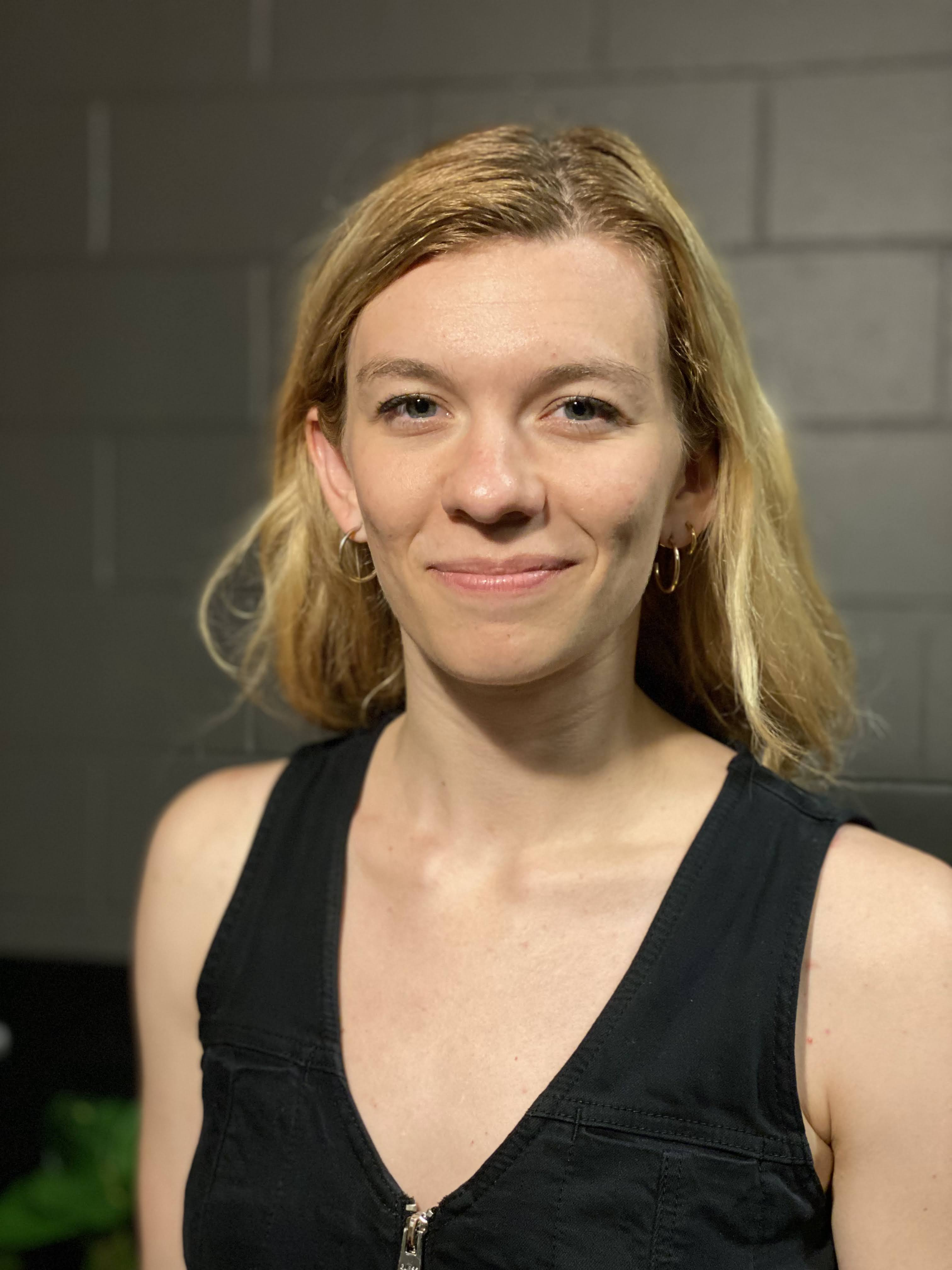
アニー・ラウダ（2022年)

デプス・オブ・ウィキペディアのインスタグラムは、2020年4月にミシガン大学の学生でニューロサイエンスを専攻する、アニー・ラウダによって開設された。当時はCOVID-19が世界的に流行している時期で、ラウダにとってデプス・オブ・ウィキペディアは、英語版ウィキペディアの変わっていて、驚きにあふれ、そしておもしろい部分を友人たちとシェアするための個人プロジェクトだった。彼女によれば、この活動を始めたきっかけは、友人のジンのために自分でつくったウィキペディアからの引用のコラージュと、ウィキペディアの「カウ・ティッピング」の記事で使われてる画像だった。ウィキペディアそのものにも関心があり、子供のころから記事を読みふけっていただけでなく 、中学高校の友人とはウィキレーシングもしていた。
インスタグラムのインフルエンサー、キャロライン・キャロウェイのウィキペディアの記事を投稿したときにはひと悶着が起こったが、それが解決したあとでキャロウェイはデプス・オブ・ウィキペディアの投稿を好意的に紹介した。そのおかげではじめてデプス・オブ・ウィキペディアのフォロワー数は大きく伸びた。

インスタグラムのフォロワーが増えると、ラウダはTikTokとTwitterにも同じ名前でアカウントを開設し、ウィキペディアの変わった記事を詳細に解説するニューズレターの配信をはじめた。

## 活動

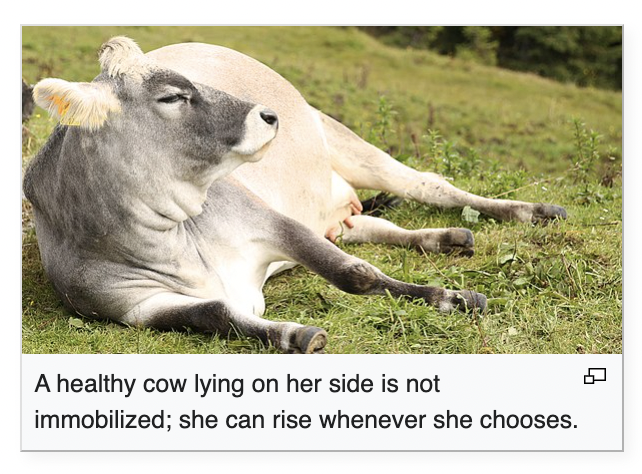
ラウダがデプス・オブ・ウィキペディアをはじきっかけになったという、英語版の「カウ・ティッピング」の記事の画像とキャプション

デプス・オブ・ウィキペディアが取り上げた記事には、爆発するズボン、核ガンジー、盤面が本当に大きいチェス 、性欲の強い法王の一覧などがある。
ラウダによれば、取り上げてほしいウィキペディアの記事の情報提供をよく受けるが、実際に投稿する内容については厳選している。2021年10月の時点で、彼女は「1日におそらく30人から50人から情報提供」を受けている。

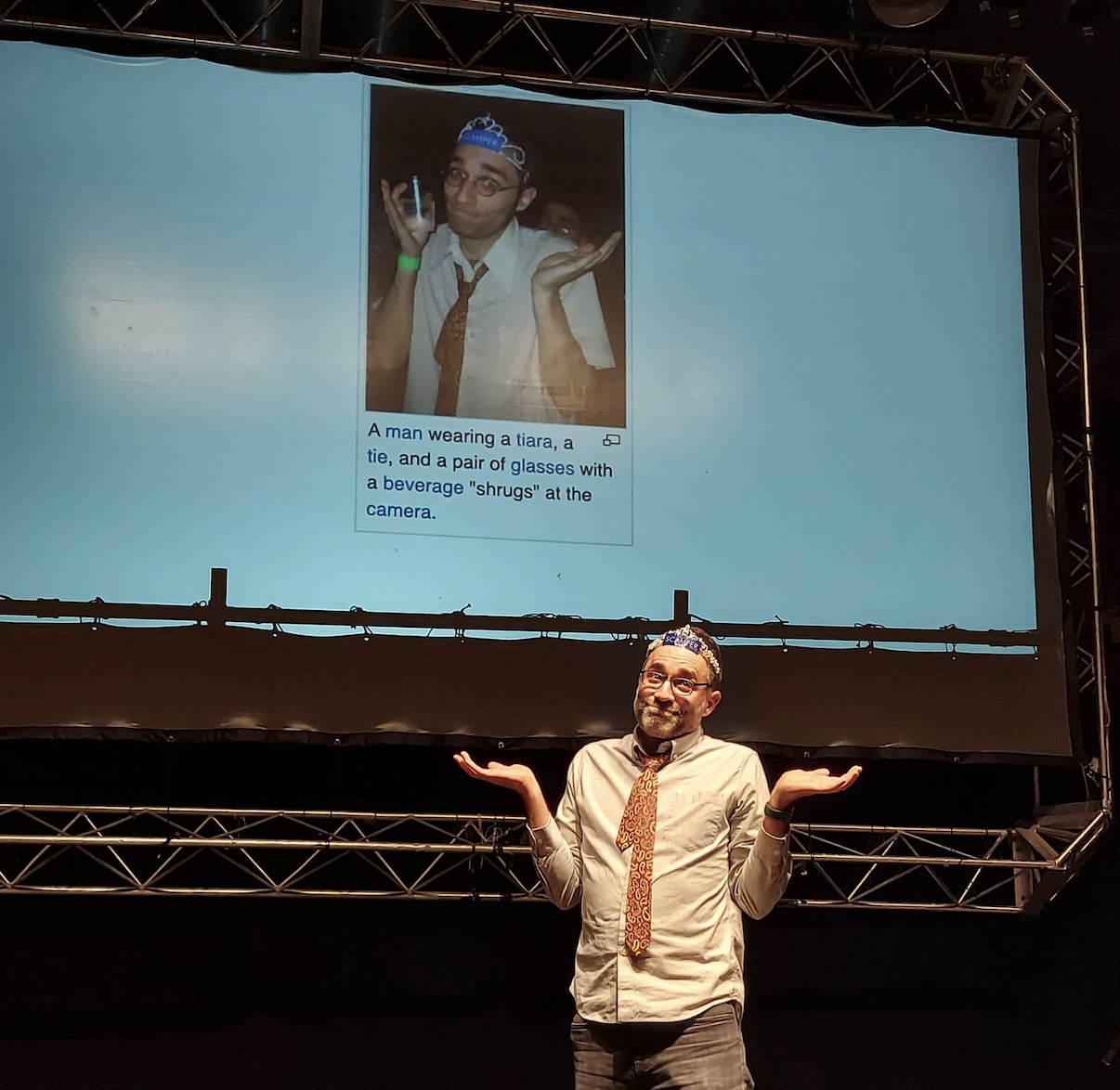
ウィキペディアの「シュラッグ」の記事に掲載されている自分の画像のまねをする男性（2022年にボストンでデプス・オブ・ウィキペディアのイベントにて）

ラウダは自身もウィキペディアン（ウィキペディアの編集者）であり、ウィキペディアの編集に興味がある人に向けたワークショップ（エディタソン） を開いているほか、ウィキペディアに関するトリビアをテーマにしたコメディ・ライブも開催している。

## 評価
デブス・オブ・ウィキペディアをフォローしている有名人には、ニール・ゲイマン、ジョン・メイヤー、トロイ・シヴァン、オリヴィア・ワイルドなどがいる。
カンザス州立大学でテクノロジーと文明の関係論を教えるヘザー・ウッズは、デプス・オブ・ウィキペディアについて「インターネット・カルチャーへの魅力あふれる（時には愉快なぐらい魅力に欠ける）入り口を与えてくれる」ことで「インターネットというものを身近に感じさせる」と述べている。 ウィキペディアを運営するウィキメディア財団のブランドディレクターであるザカリー・マキューン(Zachary McCune)は、「ウィキペディアでも選り抜きの記事を何時間もかけて巡回した後のような感覚を覚える、ウィキペディアに命が宿される場所」とデプス・オブ・ウィキペディアのアカウントを表現している。

## 読書案内
- Koerner (2021年12月7日). “From the Depths of Wikipedia: an interview with Wikimedian and influencer Annie Rauwerda”. Diff.   Wikimedia Foundation. 2022年5月8日閲覧。